# Louis Parrot
Pour les articles homonymes, voir Parrot.
 (août 2014).
Compléments
- Résistant

Louis Parrot, né dans le quartier Saint-Symphorien de Tours le 28 août 1906 et mort à Paris 15e le 24 octobre 1948, est un poète, romancier, essayiste, journaliste et traducteur français.

## Biographie
Fils de maçon, il ne peut poursuivre de longues études et c'est en autodidacte qu'il acquiert une culture suffisante. Il est mis en apprentissage dès 12 ans et est coursier puis commis avant de devenir responsable du département littéraire d'une librairie de Poitiers.
Il publie à 15 ans son premier recueil de poèmes, Ode à Minerve meurtrière, avec lequel il remporte le prix de poésie des Jeux Floraux de Touraine, puis écrit deux autres recueils les années suivantes, tous empreints du symbolisme en vogue à l'époque. S'ensuivit une période de correspondances avec René Char et Pierre Reverdy qui l'amène à changer et personnaliser son style, une transformation patente à la publication de Misery farm.
Avant la guerre d'Espagne, il est lecteur à l'Université de Madrid où il rencontre de nombreux poètes espagnols et fait la rencontre de Paul Éluard. C'est le début d'une profonde amitié et d'une collaboration entre ces deux poètes. Louis Parrot fait placer un poème d'Éluard dans L'Humanité du 17 décembre 1936. Ils traduisent ensemble l'Ode à Salvador Dalí de Federico Garcia Lorca parue en 1938, dont ils dédicacent une copie au compositeur et pianiste Francis Poulenc. Il traduit également le plus célèbre ouvrage du philosophe espagnol José Ortega y Gasset, La Révolte des masses, paru chez Stock en 1937. En mai 1944, il publie chez Pierre Seghers une monographie sur Paul Éluard, premier des ouvrages de la célèbre collection « Poètes d'aujourd'hui ».
Pendant la Seconde Guerre mondiale, Parrot est le correspondant de son ami en Zone libre, en même temps qu'un homme de lettres résistant collaborant aux éditions clandestines de Minuit, notamment au recueil L'Honneur des poètes. De 1940 à 1944, sa maison à Clermont-Ferrand est un lieu de passage et de résistance pour les intellectuels. À la fin de l'année 1945, il publie le premier ouvrage panoramique sur la résistance intellectuelle et artistique pendant l'Occupation, L'Intelligence en guerre. Son livre, écrit à chaud, est un témoignage important. L'ouvrage s'intéresse aussi bien à l'Université, aux poètes et aux éditeurs de revues, publiques ou clandestines, qu'aux peintres et aux musiciens. 
À la reparution du journal « Ce Soir » en 1944, il est appelé pour être le rédacteur en chef et écrit en grande partie seul le numéro du 25 août. Il dirige également l'Éternelle Revue, revue littéraire fondée par Paul Éluard. Il est critique littéraire aux Lettres françaises.
Il meurt le 24 octobre 1948 à Paris.

## Œuvres

### Poésie
- Ode à Minerve meurtrière (Bouescat, Tours, 1924)
- Tristesse des soirs paisibles (Jardin de la France, Blois, 1925)
- Cornemuse de l'orage (Pannier fleuri, Tours, 1927)
- Misery farm (Hors commerce, Poitiers, 1934. Nouvelle édition augmentée, Éditions Seghers, Paris, 1945)
- Ode à Salvador Dali (GLM, Paris, 1938) (traduction avec Paul Eluard)
- Mystères douloureux (Robert Laffont, Paris, 1945)
- Œil de fumée (Amis de Rochefort, 1953) (posthume)
- Soleil voilé par nos ombres, choix de poèmes extraits de Mystères douloureux, préface de Marc Fontana (éd. de L'Arrière-Pays, 1994) (posthume)

### Prose
- Panorama de la culture espagnole (Éditions Sociales Internationales, 1937)
- Le poète et son image (Cahiers du Rhône, 1943)
- Paul Éluard (Seghers, coll. Poètes d'aujourd'hui no 1, 1944)
- L'intelligence en guerre (1940-1945), la résistance intellectuelle sous l'occupation (La Jeune Parque, 1945 ; réédité au Castor Astral en 1992,  (ISBN 2-85920-169-6))
- Où habite l'oubli publié en Suisse en 1944 aux éditions du Continent; réédité en 2006 aux éditions Farrago)
- Federico Garcia Lorca (Seghers, coll. Poètes d'aujourd'hui no 7, 1947)
- Ursule la laide (Éditions Ides et Calendes, Neuchâtel (Suisse), 1947)
- Blaise Cendrars (Seghers, coll. Poètes d'aujourd'hui no 11, 1948)
- Paille noire des étables (Trois collines, 1944; réédition suivi de Ursule la laide, Farrago, 2006)
- Mozart (Robert Laffont, 1945)

### Romans
- Le Grenier à sel (Robert Laffont, 1943)
- Nous reviendrons (Éditions  Robert Laffont, 1946; réédition Éditions du Castor Astral, 1992)
- La Flamme et la Cendre (Robert Laffont, 1949)

### Autre
- Faux papiers, Les Lettres françaises du 15 octobre 1944, reproduit in La République du Silence, 1946, p. 197-206

### Correspondance
- Lucien Scheler, La Grande Espérance des poètes, 1940-1945, précédé de Hier Demain Toujours par Jean Lescure, Paris, Temps actuels, 1982, 388 p. [Contient notamment les correspondances durant ces années de Louis Parrot avec Paul Éluard et Pierre Seghers, mais aussi avec Louis Aragon, Jean Amrouche, Gabriel Audisio, Jean Ballard (directeur des Cahiers du Sud), Albert Béguin, Alain Borne, Joë Bousquet, Pierre Emmanuel, Max-Pol Fouchet, Pascal Pia, Michel Seuphor.]  (ISBN 2201015694)

## Hommages
Une plaque a été apposée en 1981 sur la route des Crêtes à la sortie de Limeuil (Dordogne) : "Ici face à cette vallée, Paul Eluard et Louis Parrot ont rêvé ensemble d'une poésie faite pour tous et par tous."